# Monuments nationaux de Goražde
Cet article recense les monuments nationaux situés sur le territoire de la municipalité de Goražde en Bosnie-Herzégovine et dans la fédération de Bosnie-et-Herzégovine. La liste établie par la Commission pour la protection des monuments nationaux compte 3 monuments nationaux inscrits sur la liste principale et 1 monument inscrit sur une liste provisoire.

## Monuments nationaux
| Monument                  | Localité      | Géolocalisation | Datation    | Commentaire éventuel | Photo |
| ------------------------- | ------------- | --------------- | ----------- | -------------------- | ----- |
| Nécropole de Kučarin      | Hrančići      |                 | Moyen Âge   | Avec 325 stećci      |       |
| Nécropole de Kosače       | Kosače        |                 | Moyen Âge   | Avec 26 stećci       |       |
| Site archéologique de Lug | Zupčići (Lug) |                 | Néolithique |                      |       |

## Liste provisoire
| Monument             | Localité | Géolocalisation | Datation | Commentaire éventuel | Photo |
| -------------------- | -------- | --------------- | -------- | -------------------- | ----- |
| Mosquée de Sinan-bey | Goražde  |                 |          |                      |       |